# Timofiej Romiejko Hurko
Timofiej (Tymoteusz) Romiejko Hurko herbu Aksak – podsędek ziemski witebski w latach 1566-1574.
Podpisał unię lubelską 1569 roku. Poseł na sejm 1570 roku z województwa witebskiego.